# Гемінальна рекомбінація
Гемінальна рекомбінація (англ. geminate recombination) — хімічна реакція між двома інтермедіатами, що утворюються зі спільного попередника (наприклад, за нижче наведеною схемою). Якщо вона випереджує дифузію частинок — це первинна гемінальна рекомбінація (2). Якщо ж ці частинки розійшлися (3), а потім, дифундуючи, зіткнулися й відтак прореагували — це вторинна гемінальна рекомбінація (4): R–N=N–R → [R• N=N R•]c (1)
[R• N=N R•]c → R–R + N2 (2)
[R• N=N R•]c → 2R• + N2 (3)
2R• + N2 → R–R + N2 (4),
де [ ]c означає клітку розчинника.